# Louise Catherine Breslau
Pour les articles homonymes, voir Louise Catherine Breslau (rose) et Breslau (homonymie).
Louise Catherine Breslau, nom francisé de Maria Luise Katharina Breslau, née à Munich le 6 décembre 1856, et morte le 12 mai 1927 dans le 16e arrondissement de Paris, est une peintre allemande naturalisée suisse. Également pastelliste et lithographe, elle produit des portraits, des scènes de genre, des natures mortes et des fleurs. 

## Biographie

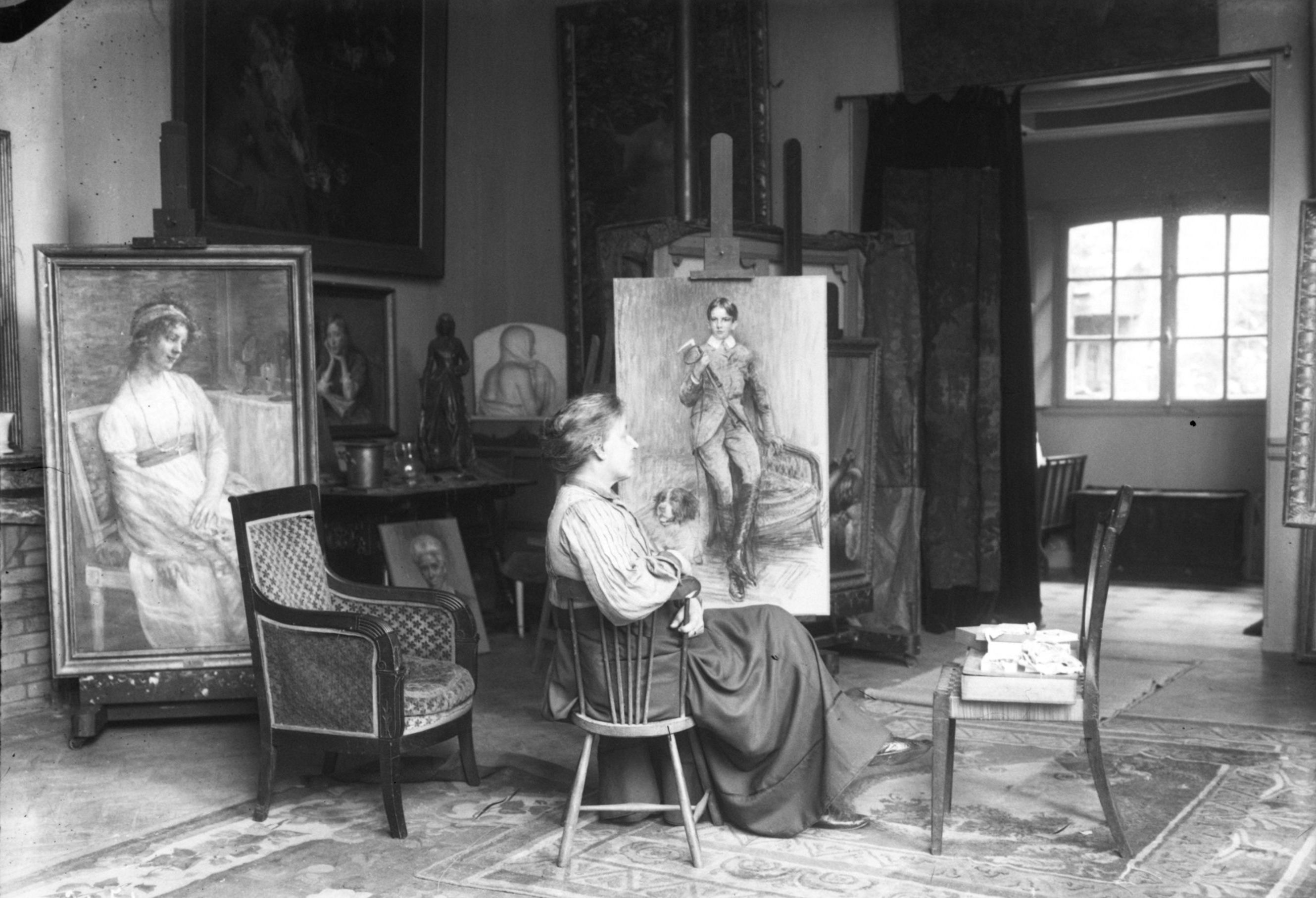
Louise Catherine Breslau dans son atelier en 1912, photographie de l'agence Rol.

Louise Breslau est née à Munich (Allemagne) le 6 décembre 1856 et passe son enfance en Suisse à Zurich et sa vie adulte à Paris. Asthmatique, Louise Breslau se tourne, enfant, vers le dessin pour l’aider à passer le temps alors qu’elle est confinée au lit.
Louise Breslau est élevée dans une famille bourgeoise prospère ; son père est un obstétricien et gynécologue respecté. La Suisse est devenue la terre d'accueil de la famille Breslau lorsque son père accepte le poste de professeur et de médecin-chef du service d’obstétrique et de gynécologie à l’université de Zurich en 1858. Son père meurt soudainement le 31 décembre 1866 d’une infection staphylococcique contractée en effectuant une autopsie.
Après la mort de son père, Louise Breslau est envoyée dans un couvent près du lac de Constance dans l’espoir d’alléger son asthme chronique. Ses talents artistiques se seraient éveillés au cours de ses longs séjours au couvent.
En 1874, elle entre à l'école du portraitiste suisse Eduard Pfyffer, à Zurich, où elle se lie d'amitié avec une autre future grande artiste, Ottilie Roederstein. Puis, à 19 ans, Louise Breslau comprend qu’elle doit quitter la Suisse si elle veut réaliser son rêve d’étudier sérieusement l’art et part à Paris avec sa mère (« Je pressentis tout de suite qu'à Paris, je trouverais les moyens d'apprendre »).

### Les débuts de sa carrière à Paris
À cette époque, l'École des Beaux-Arts de Paris n'accepte ni les femmes, ni les étrangers. À 20 ans, elle choisit d'intégrer l'académie Julian, très réputée, qui propose dès 1876 un cours ouvert aux artistes féminines. Maria Luise serait la première femme à entrer à l'Académie « vêtue », c'est-à-dire pas en tant que modèle.
À l’académie Julian, elle obtient rapidement l’attention des professeurs, particulièrement celle de Tony Robert-Fleury. Elle étudie dans le même cours que Marie Bashkirtseff, avec qui elle est rivale, dans le contexte d'un monde de l'art où les femmes sont peu reconnues, hormis Louise Abbema, Rosa Bonheur, Mary Cassatt, Suzanne Valadon et Berthe Morisot. Comme Breslau, Marie Bashkirtseff accède rapidement à la reconnaissance, mais l'artiste ukrainienne disparaît à l'âge de 26 ans,.
Louise Breslau côtoie également l'artiste Amélie Beaury-Saurel, future épouse de Rodolphe Julian, grande pastelliste féministe éprise de liberté qui dirigea plus tard l'Académie. L'école accueille d'autres jeunes artistes étudiantes comme Magdeleine Real del Sarte, Marie Delsarte, Anna Klumpke, Agnes Goodsir, Jenny Zillhardt et sa sœur, Madeleine Zillhardt.
En 1879, Louise Breslau est la seule étudiante de l’atelier des femmes de l’académie Julian à faire ses débuts au Salon de Paris avec Tout passe, un portrait de la chanteuse italienne Maria Feller. Elle emménage avec cette dernière, qui fut également modèle de sa camarade et amie irlandaise Sarah Purser, et la Suissesse Sophie Schaeppi.
Breslau ouvre, très jeune, son propre atelier. Dès lors, elle contribue régulièrement au Salon annuel où ses portraits et ses scènes intimistes obtiennent des médailles.
En 1880, elle peint Portrait de Henry Davison, son ami poète, fils de la pianiste Arabella Goddard et du journaliste britannique James William Davison (en). Elle effectue également son premier séjour en Bretagne, où elle fait la connaissance de Jules Breton.
En 1881, à 25 ans, elle décide de franciser son nom en « Louise Catherine », signant dorénavant souvent ses œuvres « LCB ». Elle présente Le portrait des amies au salon de 1881 où elle se représente avec Maria Feller et Sophie Schaeppi. Cette œuvre fait d'elle, selon le critique d'art Ernest Heschedé, « une des victorieuses du salon de 1881 ». Elle collabore également à la revue des impressionnistes, La Vie moderne, dans laquelle Alphonse Daudet reproduit ses œuvres de 1881 à 1883.
En 1883, elle peint le Contre-jour, également appelé le Thé de cinq heures, influencée par Édouard Manet.

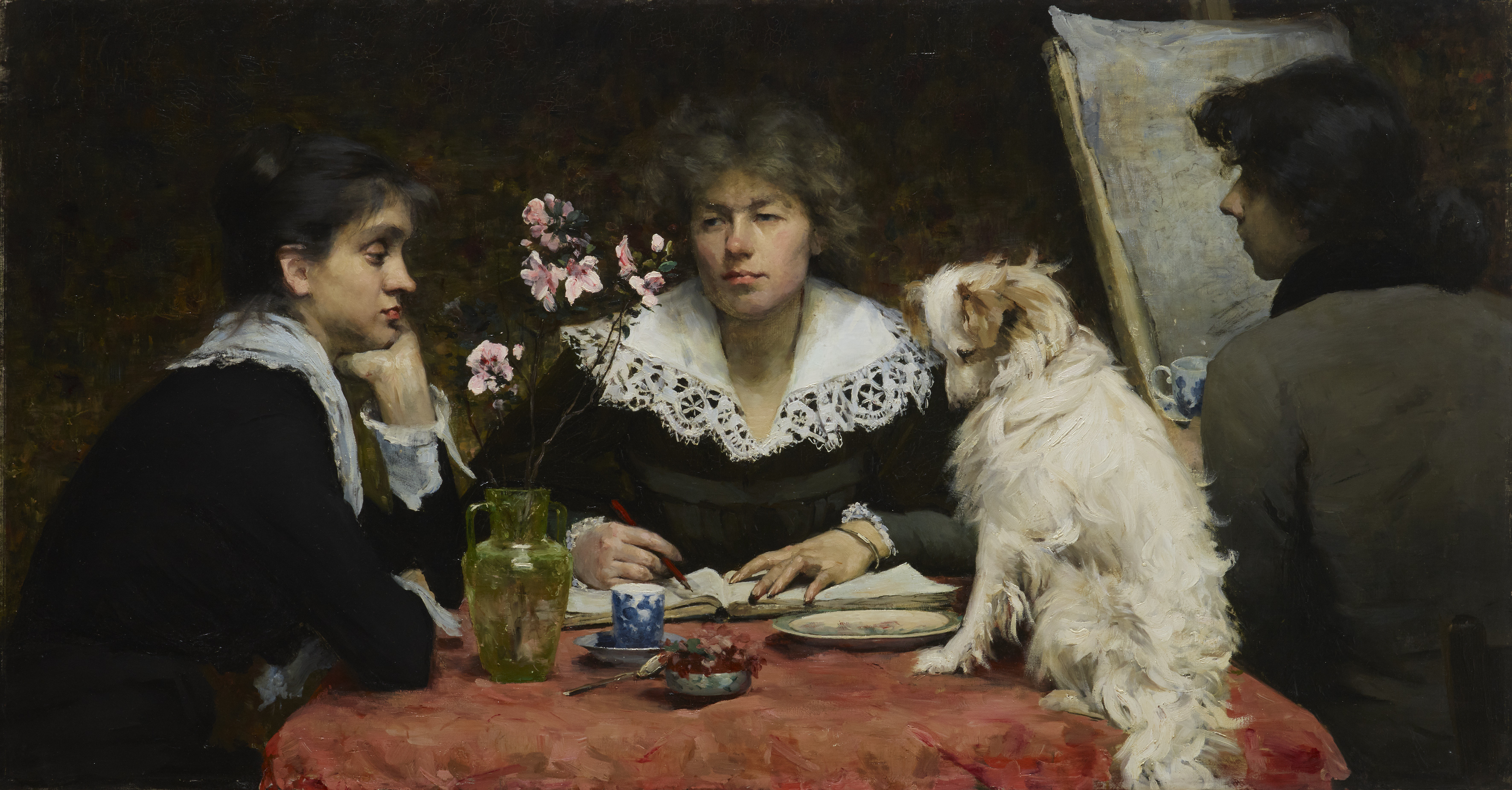
Portrait des amies (1881) : l'artiste, avec Sophie Schaeppi et Maria Feller (MAH, Genève).

Grâce à l'accueil favorable de ses œuvres au Salon tant par le public que la critique, Louise Breslau reçoit de nombreuses commandes de clients parisiens fortunés. L'un des premiers est l'homme de presse français Fernand de Rodays, qui lui passe commande en 1882 du portrait de sa fille, Isabelle de Rodays, tableau qui sera exposé au Salon de Paris de 1883, peint en quatorze jours. La même année, le musée des Beaux-Arts de Genève achète Portrait des amies, qui la représente dans son appartement parisien de l'avenue des Ternes (17e arrondissement) avec Sophie Schaeppi et Maria Feller, toile auparavant exposée à la Royal Academy of Arts de Londres et à l'Exposition nationale suisse de Zurich. En 1886, elle rencontre par l'intermédiaire de Jules Breton le sculpteur, Jean-Joseph Carriès et exécute son célèbre portrait. Elle fait également la même année le portrait de sa camarade de l'académie Julian, Julie Delance-Feurgard dans Sous les pommiers (1886), tableau acquis par la Suisse en 1889 aujourd'hui exposé au MCBA.
Un an auparavant, en 1885, elle rencontre l'artiste Madeleine Zillhardt à l’académie Julian, qui lui demande de faire son portrait. Zillhardt devient sa muse, son modèle, son soutien et sa compagne avec laquelle, elle vécut plus de quarante ans. Elle l'accompagne dans son succès. Elles emménagent ensemble en 1886.

### La consécration
À 30 ans, les succès et la reconnaissance s'enchaînent. En 1886, Ernst Josephson réalise son portrait dans Miss Louise Breslau, the Artist et elle peint le sien, et se lie d’amitié avec Allan Österlind, dont elle fut témoin du mariage de sa fille Anna Österlind, artiste peintre, avec Édouard Sarradin, homme de lettres, critique d’art et conservateur des musées nationaux.
Amie des personnalités suisses Lydia Welti-Escher et Gottfried Keller, fréquentant les auteurs, au nombre desquels figure Anatole France, elle est considérée, au fil des années, comme une égale par les artistes les plus importants de l’époque comme Auguste Rodin, Antoine Bourdelle, Fantin-Latour, Jules Bastien-Lepage, Jules Breton, Jean-Louis Forain, Edgar Degas. Néanmoins, Louise Catherine Breslau, dreyfusarde, s'écarte de ces deux derniers en 1894, lorsqu'elle éclate l'affaire Dreyfus, en raison de leurs positions antidreyfusardes.
En 1897, la France achète Deux Jeunes Filles assises sur une banquette, aujourd'hui au musée d'Orsay. En octobre 1898, La Fillette à l'orange, une composition lithographiée, paraît dans L'Estampe moderne (aujourd'hui à Londres, au British Museum). Elle peint la même année Madeleine Zillhardt dans La Toilette. En 1889, elle est la première femme étrangère à être médaille d'or à l'Exposition universelle de Paris, avec notamment Contre-jour (1883), qui représente le couple qu'elle forme avec Madeleine Zillhardt. Elle y représente la Suisse dont elle obtient la nationalité trois ans plus tard.
En 1890, la Société nationale des beaux-arts est refondée, plus ouverte à la liberté artistique, sous la présidence d'Ernest Meissonier. Breslau est l'une des deux seules membres fondatrices féminines, avec Madeleine Lemaire (sur 184 sociétaires, dont Auguste Rodin, Jules Dalou, Pierre Puvis de Chavannes).
La même année, la France lui achète Jeunes Filles dans un intérieur (exécuté en 1890), puis en 1893, le chef-d'œuvre Gamines, à l'initiative de Puvis de Chavannes, alors président de la Société nationale des beaux-arts. Avec ce grand format, l'influence d'Auguste Renoir se fait sentir dans le travail de Breslau. En 1896, la Suisse acquiert Contre-jour et la dépose au musée des Beaux-Arts de Berne, où l'œuvre est toujours exposée, avec le Thé de cinq heures.
Elle est commissaire fédérale pour la section suisse de l'Exposition universelle de 1900. Elle obtient sa deuxième médaille d'or. En 1901, la France la nomme au grade de chevalier de la Légion d'honneur. Elle devient la troisième femme et la première étrangère à la recevoir. Toujours en 1901, pour accompagner le succès qu'elle connaît en France, elle organise elle-même à Zurich et à Bâle une exposition collective des artistes suisses à Paris avec Félix Vallotton, Eugène Grasset et Théophile Alexandre Steinlen. En 1902, l'État français achète L'enfant songeur, aujourd'hui au musée des Beaux-Arts de Rouen.
En 1904, le galeriste Georges Petit lui propose sa première exposition personnelle, dont le critique d'art Arsène Alexandre signe le catalogue. La Ville de Paris achète l'œuvre Portrait de Jean Carriès dans son atelier — aujourd'hui exposé au Petit Palais, à Paris, dans la salle consacrée au sculpteur Jean-Joseph Carriès. Il s'agit de la première œuvre d'une artiste étrangère achetée par la Ville de Paris. En 1905, le Kunsthalle de Bâle acquiert L’Image dans la glace, portrait d’Annette Œsterling.
En 1906, Breslau peint le grand format La Vie pensive, qui représente une fois encore le couple qu'elle forme avec Zillhardt. Achetée par la Suisse à l'initiative du président de la Confédération Eugène Ruffy, l'œuvre fait partie des collections du musée cantonal des Beaux-Arts de Lausanne. Elle réalise également le portrait de la duchesse de Clermont-Tonnerre, née Gramont, dans Portrait de la duchesse de Clermont-Tonnerre à l'Ombrelle.

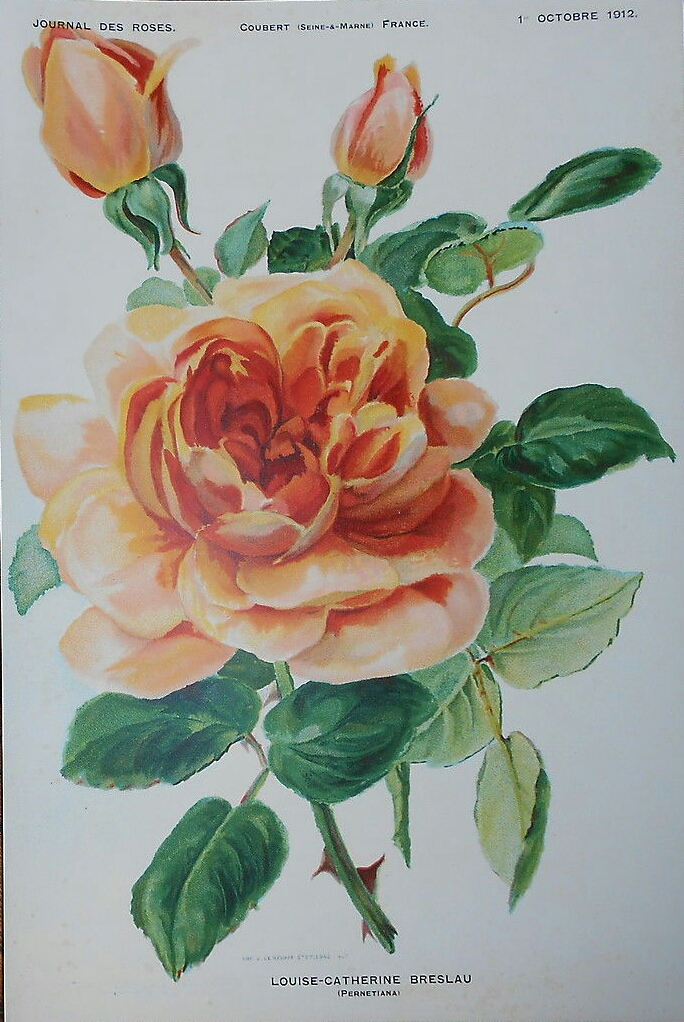
Rose Louise Catherine Breslau, création de Joseph Pernet-Ducher (1912), Journal des roses.

Avant la guerre, la célébrité de Breslau est à son apogée et ses expositions sont des succès. Une rose lui est dédiée en 1912 par Pernet-Ducher, sous le nom de «Louise Catherine Breslau (rose)».

### Première Guerre mondiale
Au cours de la Première Guerre mondiale, Louise Breslau et Madeleine Zillhardt demeurent dans leur maison de Neuilly-sur-Seine, en banlieue parisienne. Le couple s'illustre dans son engagement en soutien à ceux qui partent au front. Louise Breslau peint de nombreux portraits d'infirmières, de médecins et de soldats français afin de les offrir à leur famille avant le départ sur le front. En témoigne le portrait de l'artiste Adrien Karbowsky (1915), volontaire à 50 ans, qui figure aujourd'hui dans les collections du musée Carnavalet à Paris. Zillhardt crée des faïences patriotiques, très recherchées depuis le centenaire de la Grande Guerre.
En 1916, Breslau exécute Portrait de Guynemer au casque, pour l'aviateur Georges Guynemer, mort au combat en 1917, qui figure aujourd'hui dans les collections du British Museum à Londres.

### Après-guerre
Après la guerre, la santé de Breslau décline fortement, mais elle participe au premier salon de l'après-guerre en 1919 et à la rétrospective qui lui est consacrée à la galerie Brame en 1921. La rétrospective est un succès. En 1921, l’État achète Chez soi ou Intimité, portrait de sa sœur et de sa mère exécuté en 1885, aujourd'hui exposé au musée des Beaux-Arts de Rouen. Elle exécute la même année le portrait d'Anatole France. En mars 1925, elle est invitée par l'Union des femmes françaises à évoquer la difficulté d'être femme et artiste dans la société actuelle: « Les difficultés de la carrière – La France protectrice des artistes ».
Elle revient à Zurich la même année, de mai à juillet, pour participer à la XVIe Exposition nationale des beaux-arts, mais la maladie prend le dessus. Louise Breslau se retire de la vie publique et consacre son temps à peindre les fleurs de son jardin et à recevoir ses amis. À sa mort en 1927, dans la clinique du 6 rue Piccini (16e arrondissement de Paris), à la suite d’une longue maladie, Madeleine Zillhardt, conformément à ses souhaits, devient l'héritière de la plupart de ses biens. L'artiste est enterrée aux côtés de sa mère dans la petite ville de Baden, dans le canton d'Argovie, en Suisse.
Madeleine Zillhardt, dévastée par le décès de sa compagne, consacre le reste de sa vie à perpétuer l'œuvre et le souvenir de Louise Catherine Breslau. Elle fait des dons à plusieurs musées, dont 66 œuvres au musée des Beaux-Arts de Dijon ou encore au musée du Jeu de paume (grâce à ce legs, le Portrait de Henry Davison, poète anglais, est exposé de nos jours au musée d'Orsay). Elle lègue le Portrait d'Anatole France au château de Versailles en 1929. On doit à Madeleine Zillhardt la transmission au public de l'œuvre de Louise Catherine Breslau jusqu'à nos jours, même si certains tableaux appartiennent à des collections privées.
L'entretien donné par Madeleine Zillhardt à la journaliste Blanche Vogt en 1927, dans la maison de Neuilly-sur-Seine, éclaire sur la vie des deux artistes. Située sur le boulevard d'Inkermann, leur maison, avec ses fleurs et ses chiens, est également décrite par Arsène Alexandre.

## Hommages
- Une rose lui est dédiée par le rosiériste français Joseph Pernet-Ducher, portant le nom de « Louise-Catherine Breslau », créée en 1912[46].

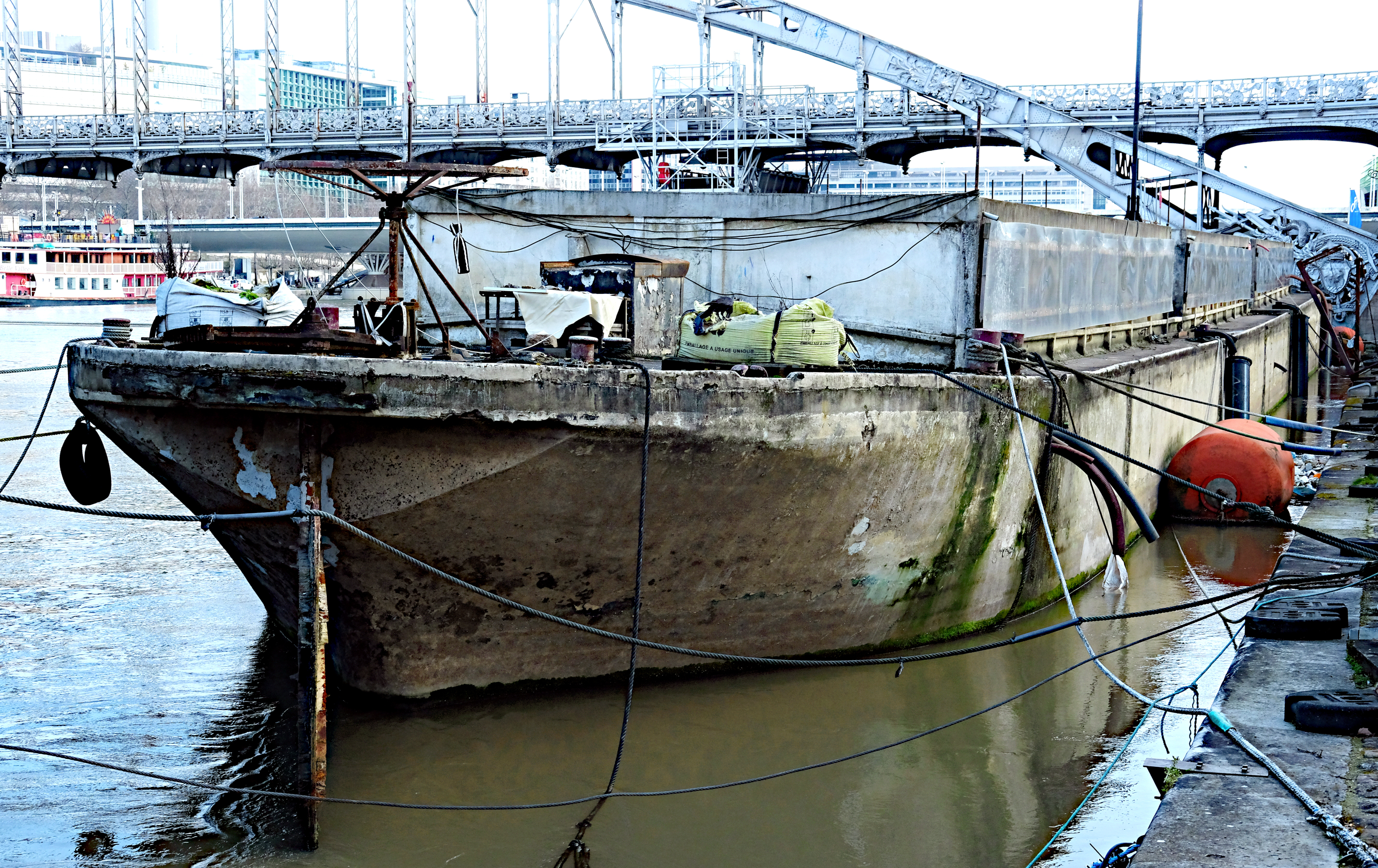
La Louise-Catherine en mars 2024.

- La péniche de béton Louise-Catherine porte son nom selon les vœux de Madeleine Zillhardt qui l'acheta en 1928, afin de la mettre à disposition de l'Armée du salut qui y accueillit les sans-abris, avec le soutien de l'héritière de l'entreprise Singer, Winnaretta Singer, et la réhabilitation effectuée par Le Corbusier en 1929 avec le concours de l'architecte japonais Kunio Maekawa[47]. Gérée par l’Armée du salut jusqu'en 1995, amarrée à Paris, au pont des Arts puis au pont d'Austerlitz, la péniche Louise-Catherine est reprise en main en 2006 par l'architecte Michel Cantal-Dupart, qui fonde l'association Louise-Catherine, et la fondation Le Corbusier et rénovée . Elle coule le 10 février 2018 durant la décrue de la Seine à Paris[48]. Renflouée, la péniche Louise-Catherine est toujours située près du pont d'Austerlitz[49].
- La Ville de Paris a nommé « place Louise-Catherine-Breslau-et-Madeleine-Zillhardt » une place du 6e arrondissement[50].

## Rétrospectives et expositions
- 1904 : galerie Georges Petit, Paris. Mademoiselle Louise Breslau ;
- 1921 : galerie Hector Brame, Paris ;
- 1926 : galerie Durand-Ruel, Paris ;
- 1928 : École des beaux-arts de Paris ;
- 1929 : Kunsthaus de Zurich[51] ;
- 1932 : galerie Charpentier, Paris (aujourd'hui Sotheby's France), Les femmes de l'académie Julian ;
- 1932 : L'art de Versailles et les nouvelles acquisitions du musée, château de Versailles ;
- 1937 : Les femmes artistes d'Europe exposent au Jeu de Paume, du 11 au 28 février 1937 au musée du Jeu de Paume (Paris)[52] ;
- 1939 : musée Jules-Chéret (Nice) : Bastien Lepage (1848-1884), Louise Breslau (1854-1927), Marie Bashkirtseff (1860-1884) ;
- 1955 : Choix de pièces des donations et acquisitions du cabinet des Dessins du Louvre (1946-1954). Musée du Louvre ;
- 1980-1981 : Pastels et miniatures du XIXe siècle. Musée du Louvre ;
- 1984 : Nouvelles acquisitions du musée d'Orsay. Palais de Tokyo. Paris (exposition du Portrait de Madeleine Zillhardt) ;
- 1989 : Les petites filles modernes. Musée d'Orsay. Paris ;
- 2001-2002 : Louise Breslau. De l'impressionnisme aux années folles. Musée cantonal des Beaux-Arts de Lausanne[53] ;
- 2005-2006 : Louise Breslau. Dans l'intimité du portrait. Musée des Beaux-Arts de Dijon[54] ;
- 2008 : Amazonas del arte nuevo, Fundación Mapfre, Instituto de Cultura, Madrid[55] ;
- 2008 : Le mystère et l'éclat. Pastels du musée d'Orsay, Paris (Portrait de Mademoiselle Adeline Poznanska enfant[56], 1891) ;
- 2010 : Femmes peintres et salons au temps de Proust[57]. Musée Marmottan-Monet (Paris) ;
- 2012 : Women Artists in the Belle-Époque, Queensland Art Gallery, Brisbane (Australie)[58] ;
- 2012 : Modern Woman: Daughters and Lovers (1850—1918), Drawings from the Musée d’Orsay, Paris, Queensland Art Gallery (QAG), Brisbane (Australie)[59] ;
- 2013 : Le portrait dans la collection de pastels du musée d'Orsay. Musée d'Orsay. Paris ;
- 2016 : Portraits de femmes. Festival Normandie impressionniste[60] : Gamines, Chez soi et L’Artiste et son modèle au musée Alphonse-Georges-Poulain de Vernon[61] ;
- 2017-2018 : Her Paris, Women Artists in the Age of Impressionism, Denver Art Museum[62]. L'exposition a présenté le tableau les Amies (1881)[63] ;
- 2017-2018 : L'art du pastel. Petit Palais, musée des Beaux-Arts de la Ville de Paris. Le Retour du marché, acquis par la Ville de Paris en 1907, y est notamment exposé[64] ;
- 2017-2018 : Women artists in Paris, 1850-1900, du 22 octobre 2017 au 14 janvier 2018, Denver, Denver Art Museum ;
- 2018 : Women artists in Paris, 1850-1900, du 17 février au 13 mai 2018, Louisville, The Speed Art Museum ;
- 2018 : Women artists in Paris, 1850-1900, Williamstown, Clark Art Institute, du 9 juin au 3 septembre 2018. L'exposition a notamment présenté une photographie rare de Breslau de la fin des années 1870[65] et a organisé la conférence Rivalry and Resolve: Marie Bashkirtseff and Louise Breslau in Late Nineteenth-Century Paris[66] ;
- 2018 : À la recherche du style - 1850 à 1900. Musée national suisse de Zurich (exposition du tableau Gamines)[67] ;
- 2023 : Maestras, du 31 octobre 2023 au 4 février 2024[68], Musée national Thyssen-Bornemisza de Madrid (exposition du tableau Gamines[69]).

## Œuvres dans les collections publiques

### États-Unis d'Amérique
- Smithsonian American Art Museum de Washington DC[70]
- Musée des Beaux-Arts de San Francisco[71]
- Dallas Museum of Art[72]
- The Clark Art Institute[73]

### France
- Grenoble, musée de Grenoble.

- La Table du goûter, 1924
- Nice, musée des beaux-arts[75]
- Paris :
  - département des arts graphiques du musée du Louvre ;
  - musée d'Orsay :

- Henry Davison, 1880
- Portrait de mademoiselle Adeline Poznanska enfant, 1891
- Deux Jeunes Filles assises sur une banquette, 1896
- Petit Palais, musée des Beaux-Arts de la Ville de Paris :

- Portrait de Jean Carriès dans son atelier.
- Musée Carnavalet.
- Rouen, musée des beaux-arts :

- Chez soi, 1885
- L'Enfant songeur, 1902
- L'Amateur de tympanum, 1906
- Saint-Quentin (ville natale de Madeleine Zillhardt), Musée Antoine-Lécuyer :

- Sous la lampe. Portrait de Madeleine Zillhardt
- Strasbourg, musée d'art moderne et contemporain.

- Autoportrait, 1891
- Troyes, musée des beaux-arts.
- Versailles, château de Versailles[43].
- Musée des beaux-arts de Dijon
- Le Musée Comtadin-Duplessis de Carpentras (Vaucluse) abrite le célèbre grand format Gamines (1890).

### Grande-Bretagne
- British Museum, Londres

### Irlande
- National Gallery of Ireland, qui expose le Portrait de Bergliot Ibsen[84]

### Suède
- Nationalmuseum[85] de Stockholm

### Suisse
- Musée des Beaux-Arts de Berne :

- Contre-jour (1883)
- Musée Cantonal des Beaux-Arts de Lausanne[86]
- Musée d'Art et d'Histoire de Genève[87]:

- Portrait des amies
- L’Artiste et son modèle (1921)
- Kunstmuseum (Bâle)[89]
- Le Kunstmuseum de Lucerne a dans ses collections Femme qui pleure[90] (1905)

## Galerie

Œuvres de Louise Catherine Breslau
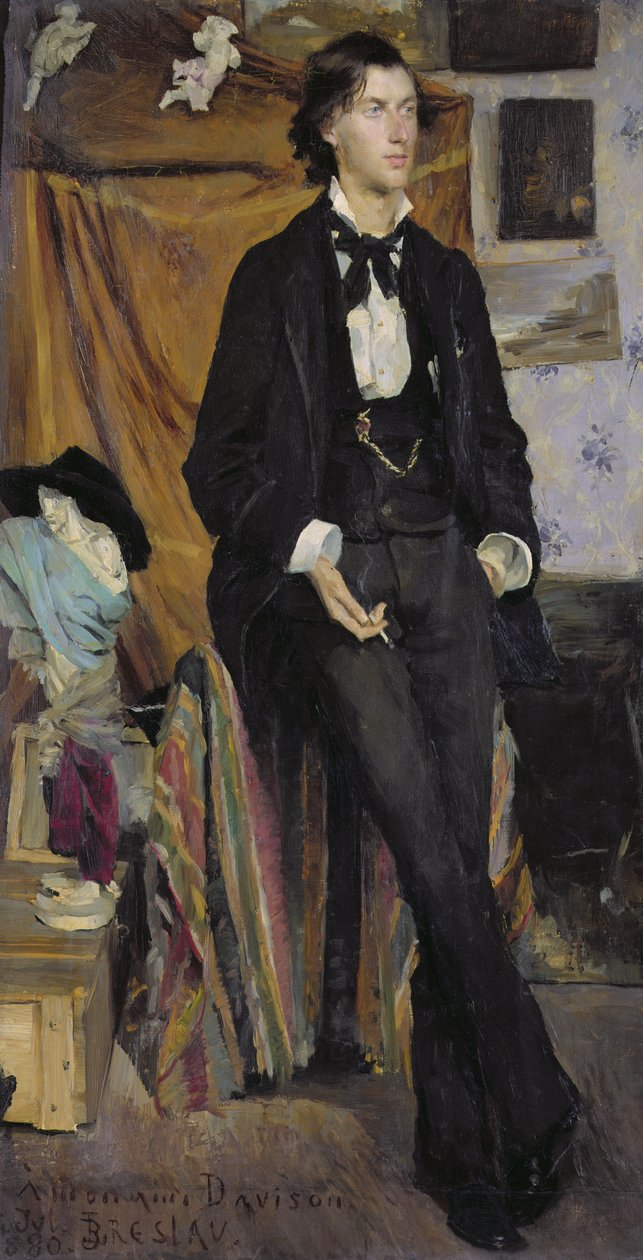
Portrait de Henry Davison, poète anglais (1880), Paris, musée d'Orsay.
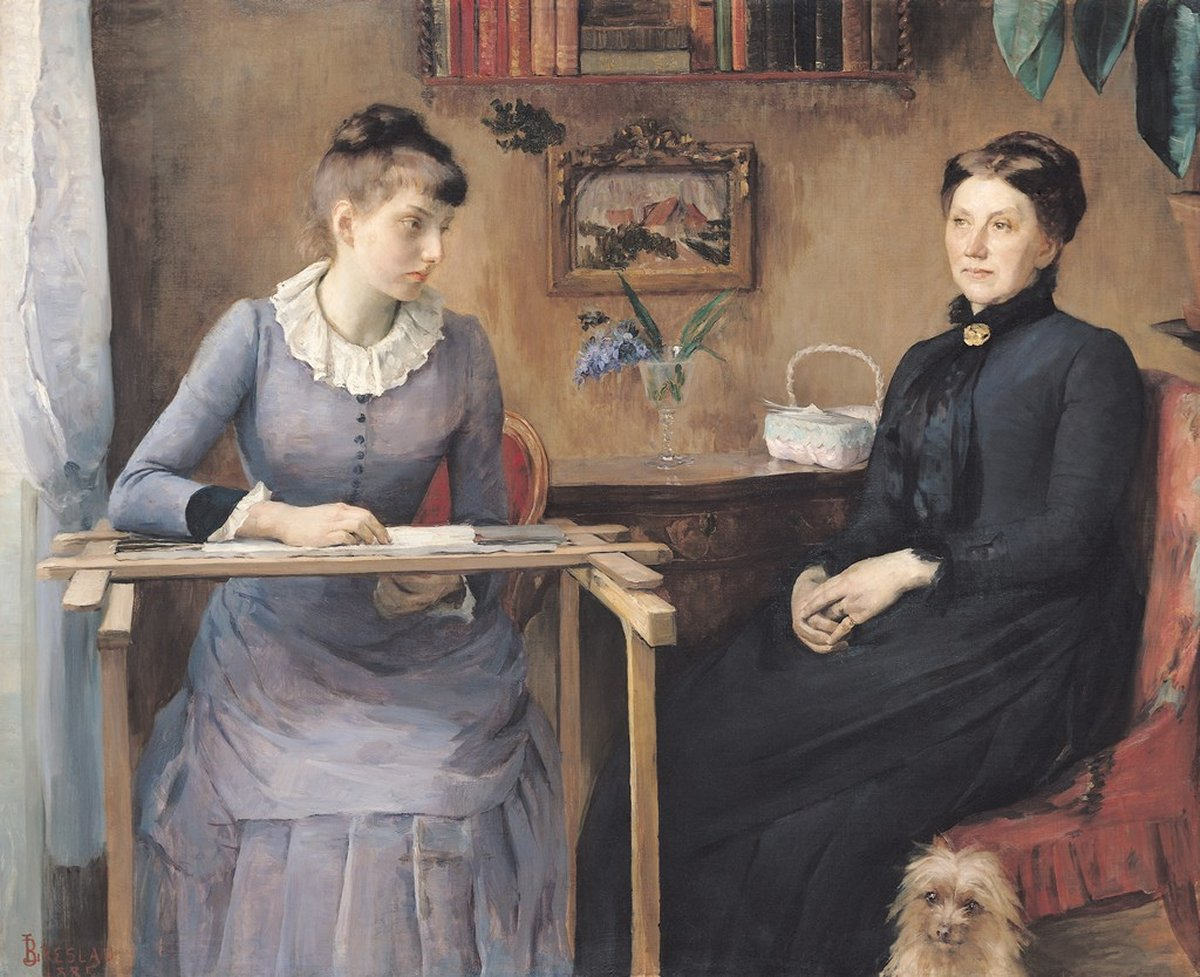
Chez soi, ou Intimité (1885), musée des beaux-arts de Rouen.
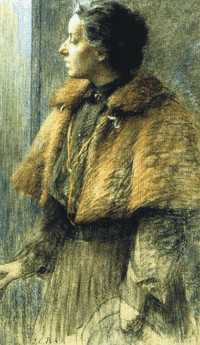
Autoportrait (1886), musée des Beaux-Arts de Nice.
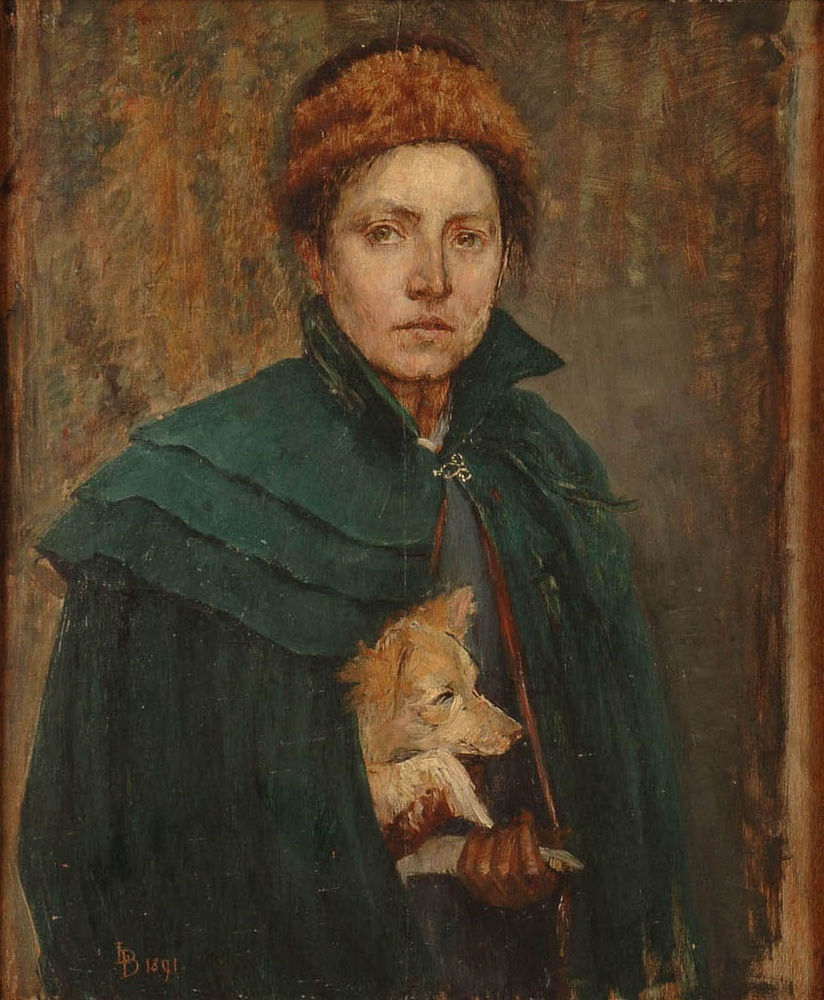
Autoportrait (1891), Musée d'Art moderne et contemporain de Strasbourg.
Fleur d'hiver, 1892
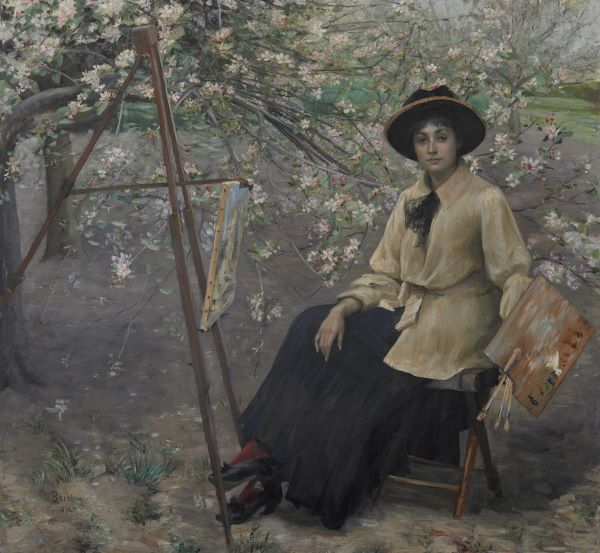
Portrait de Mlle Julie Feurgard (Sous les pommiers), 1886, musée cantonal des Beaux-Arts de Lausanne.
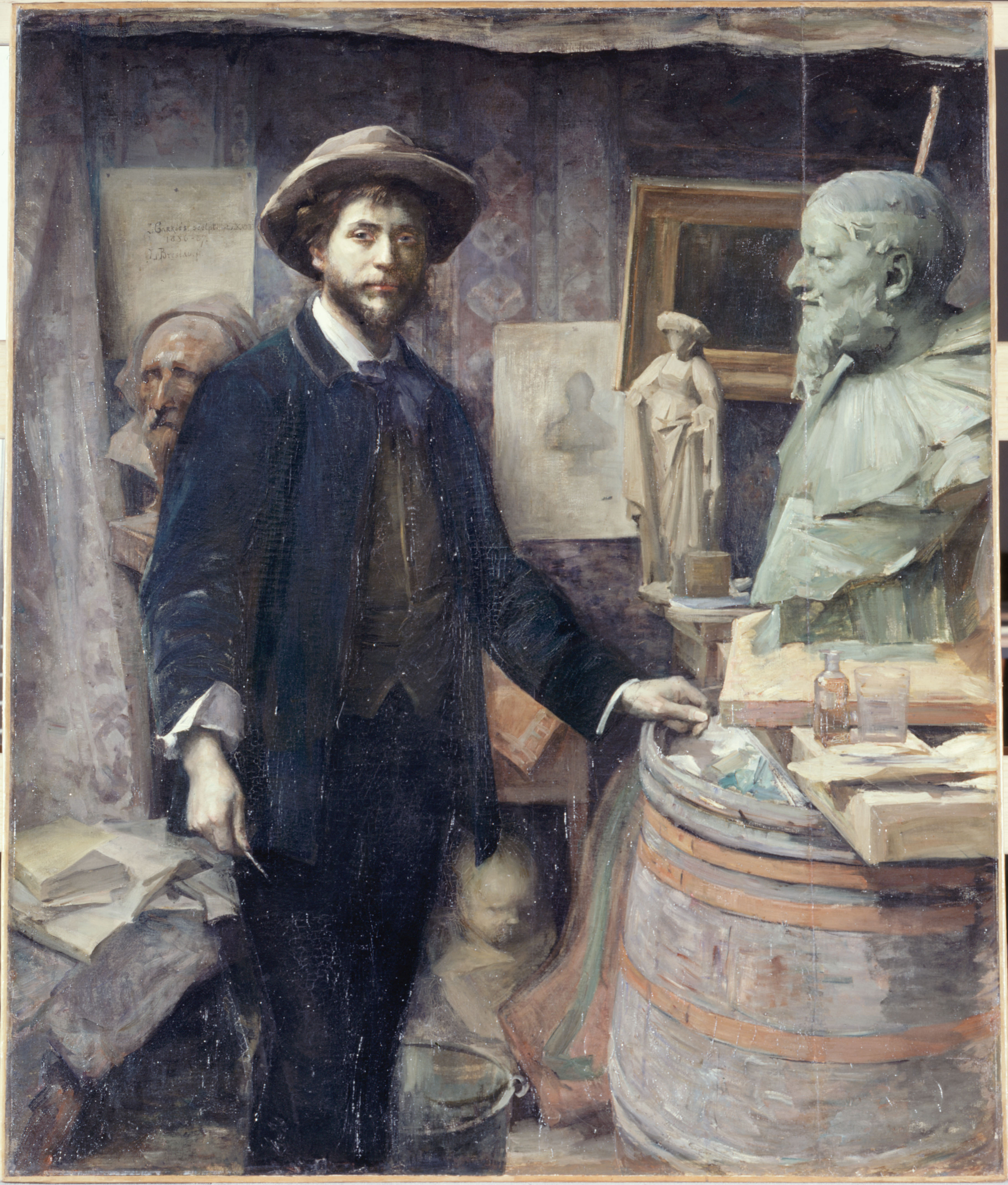
Jean Carriès dans son atelier (1887), Paris, Petit Palais.
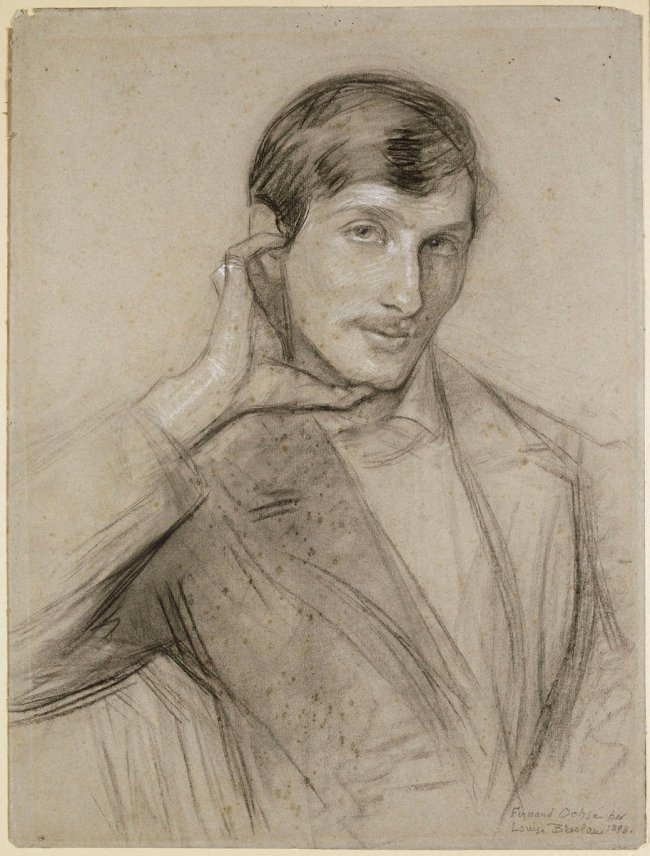
Portrait de Fernand Ochsé, à mi-corps (1898), Paris, musée du Louvre[91].
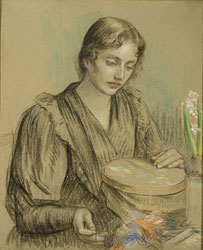
Portrait de Madeleine Zillhardt, musée des Beaux-Arts de Dijon.
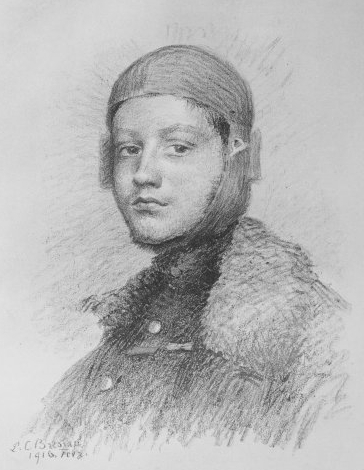
Georges Guynemer, British Museum
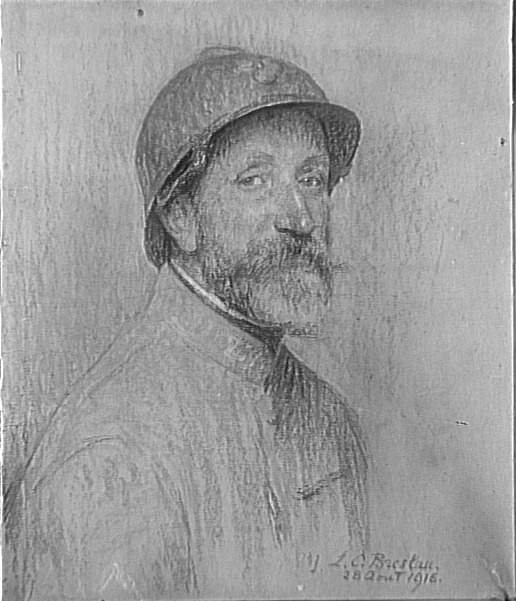
Portrait d'Adrien Karbowsky (1915), volontaire avant son départ sur le front à Verdun. Musée Carnavalet.
Robert Thegerström 1886. Nationalmuseum Stockholm.
Ernst Josephson (1886). Nationalmuseum Stockholm.
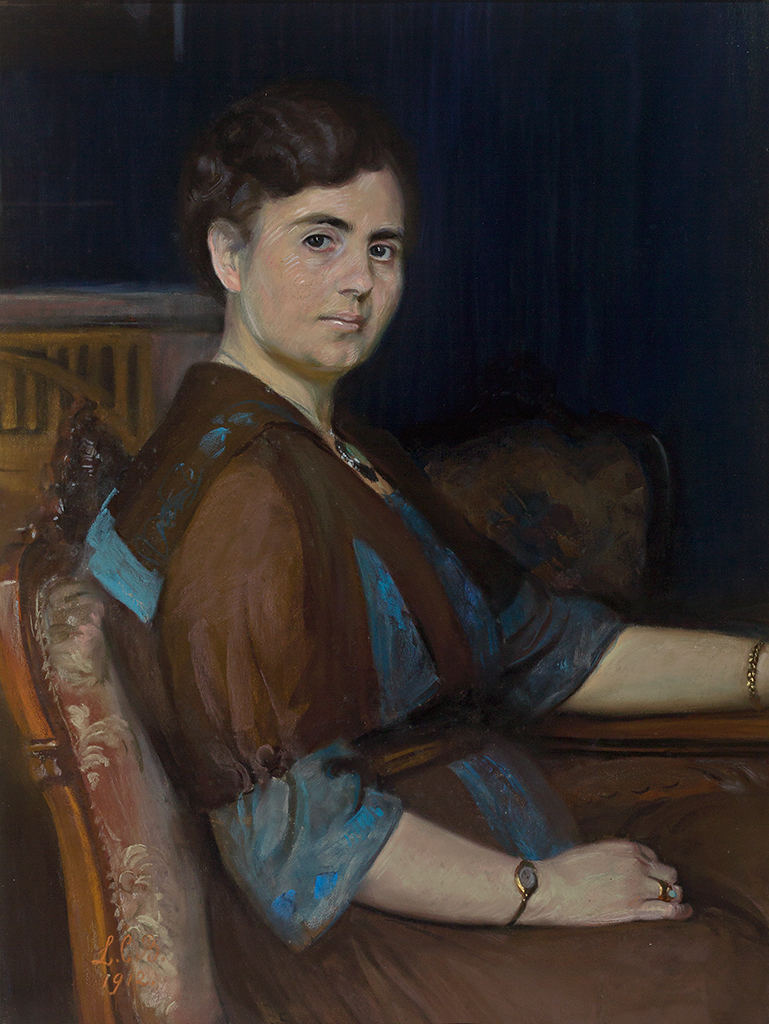
Halbfigürliches Portrait einer sitzenden Dame, den Kopf zum Betrachter gewandt, vor blauem Vorhanghintergrund, 1912.
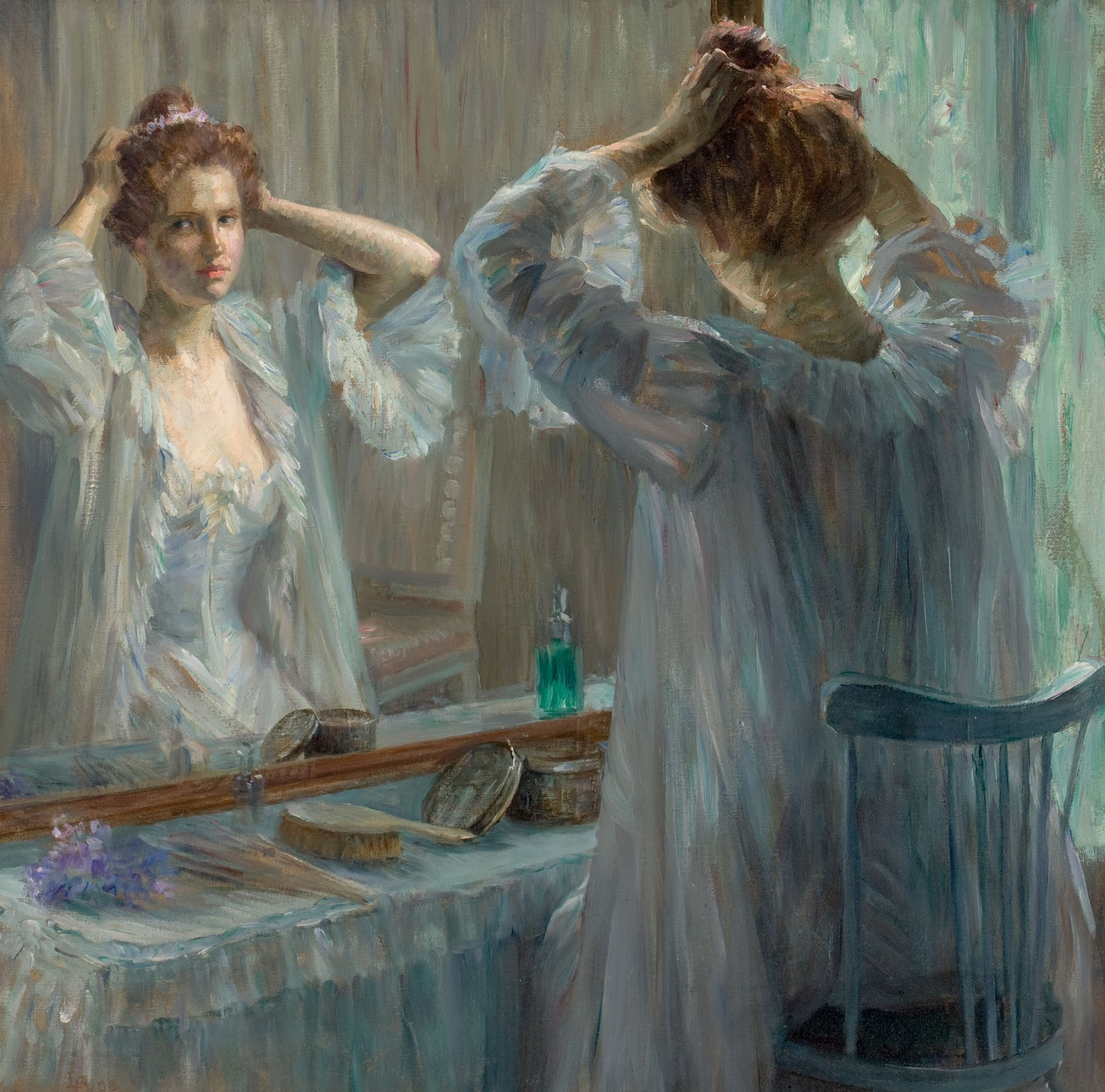
La Toilette, Madeleine Zillhardt, 1898
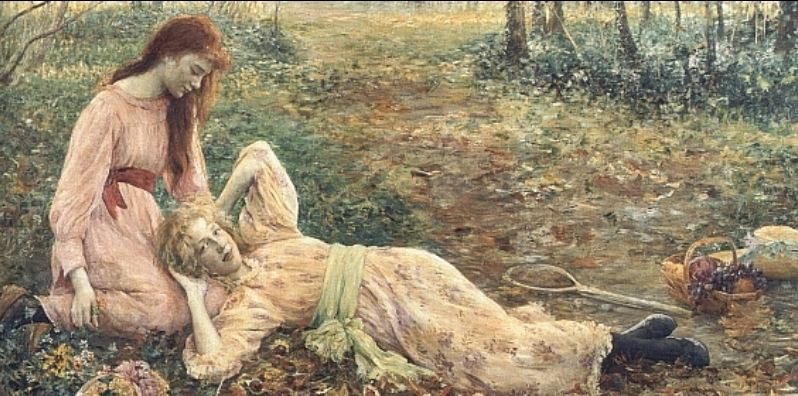
Gamines (1893), Musée Comtadin-Duplessis.
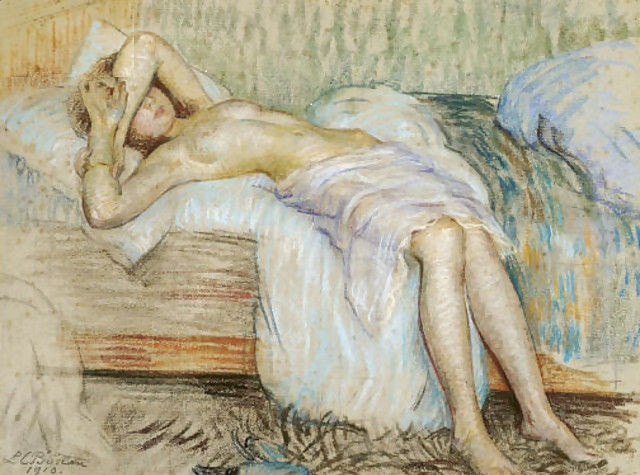
Vendredi ou Paresse matinale (1910)
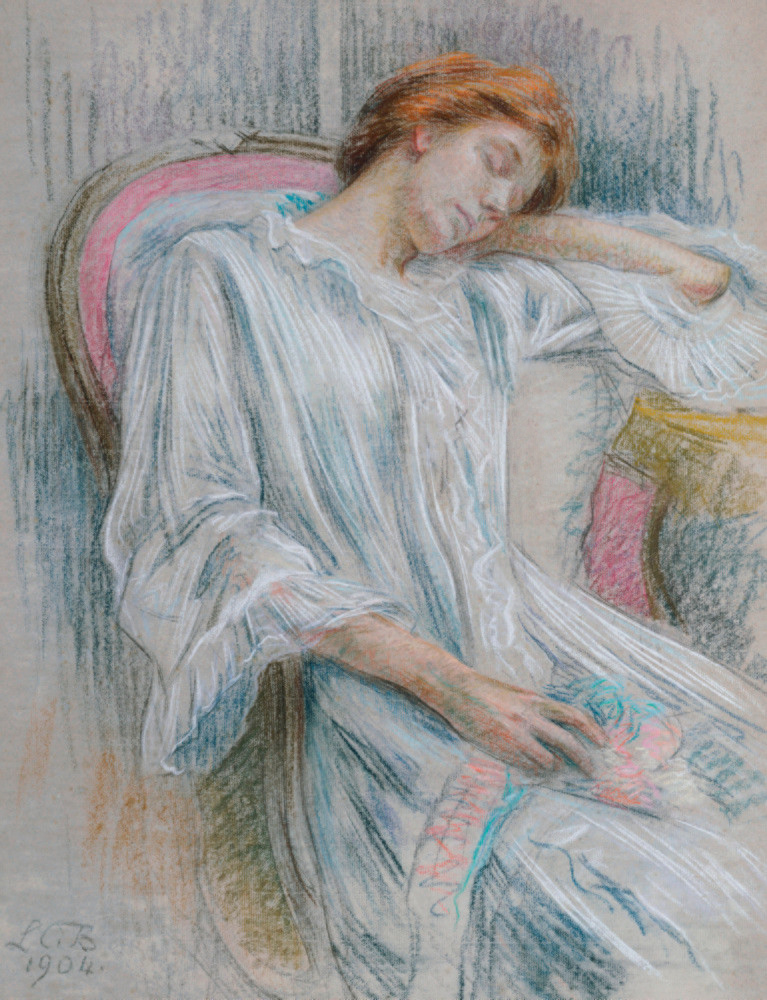
A young woman asleep in a chair (1904).
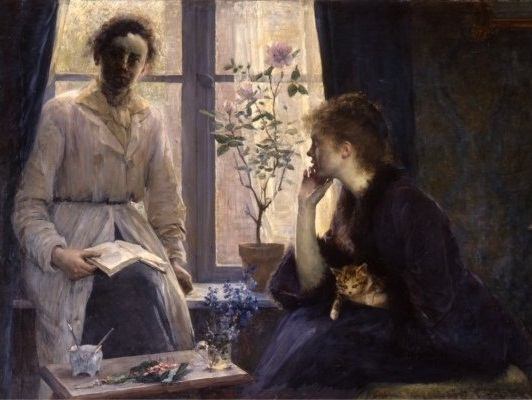
Contre-jour (1883), avec Madeleine Zillhardt, musée des Beaux-Arts de Berne.